# 華抱山
華抱山（吳語拉丁字：Ĥō-boŭsè），是無錫地區流傳的吳語史詩山歌，有15000行這樣長。山歌講述明朝尾的英雄華抱山的古仔。